# Admiralitetskollegiet
Admiralitetskollegiet (til tider uformelt benævnt Admiralitetet) blev oprettet i 1655 fem år før enevældens indførelse i Danmark som ansvarshavende myndighed for søetatens anliggender. Et forsøg på at oprette en tilsvarende myndighed var strandet i 1579.
Admiralitetskollegiet fungerede tillige som domstol (overadmiralitetsret) for søetaten, hvorimod økonomiske anliggender hørte under først Krigskollegiet (fra 1658). Fra 1699 bestod Admiralitetskollegiet af alle flagofficerer, to kommandører og to embedsmænd. Den krigsstyrende myndighed var indtil 1712 fælles for landstridskræfter og søstridskræfter. Der blev da oprettet et Kommissariatskollegium for flåden og i 1725 oprettedes et særskilt Søkrigskancelli. 1746 blev Admiralitetskollegiet og Kommissariatskollegiet forenet til ét kollegium for senere igen i perioder at være opdelte.
Admiralitetskollegiet blev i 1848 afløst af Marineministeriet, som i 1950 opgik i Forsvarsministeriet.